# Liga peloponesiacă
Liga peloponesiacă a fost o multitudine de cetăți grecești + Sparta creată pentru a înfrânge Liga de la Delos (Liga creată de Atena pentru a se afla mai în siguranță și să fie mai puternică când este atacată).
Liga peloponesiacă a câștigat războiul peloponesiac dar cetățile distruse au fost o oportunitate pentru Alexandru cel Mare, care a cucerit Grecia.